# Velone-Orneto
 Velone-Orneto  là một xã ở tỉnh Haute-Corse trên đảo Corse, Pháp. Xã này có diện tích 12,34 km², dân số năm 1999 là 113 người. Khu vực này có độ cao trung bình 300 mét trên mực nước biển.